# NGC 1890

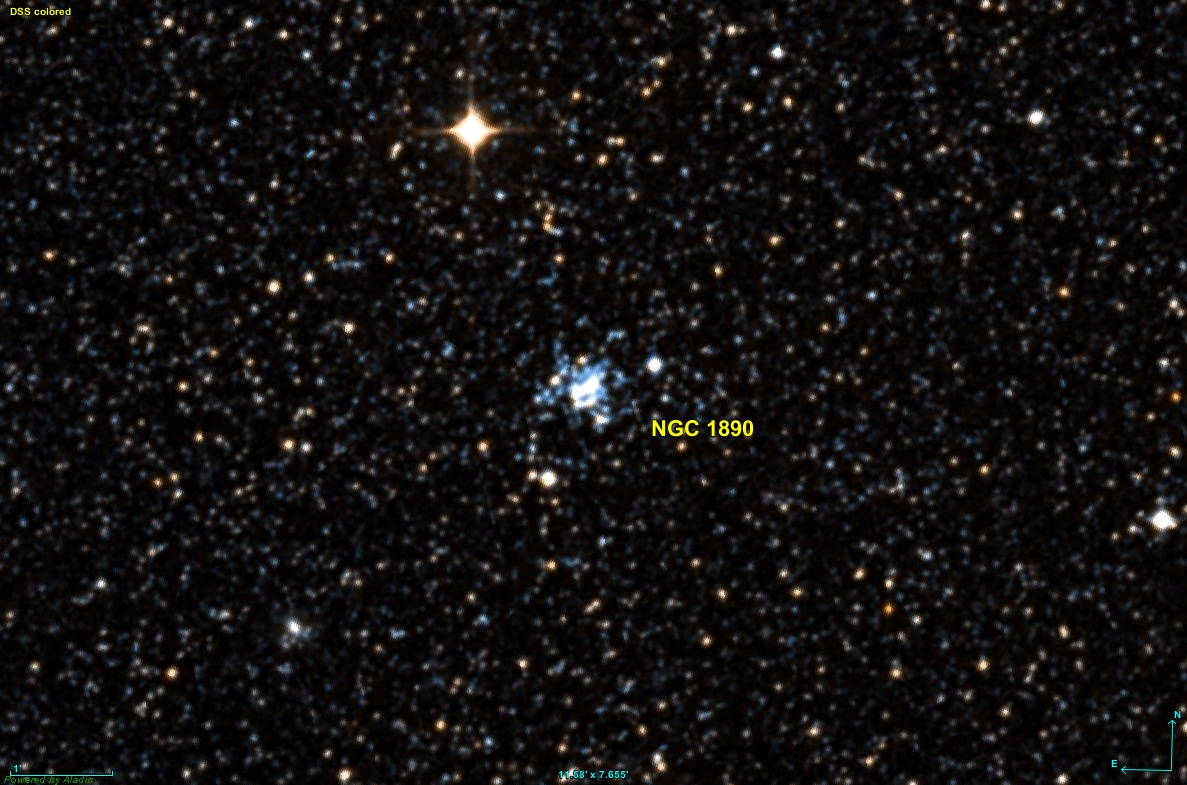
NGC 1890

NGC 1890 是山案座的一個星系。
 维基共享资源上的相關多媒體資源：NGC 1890
- NED – NGC 1890
- SEDS – NGC 1890
- SIMBAD – NGC 1890
- VizieR – NGC 1890